# USS Constellation (1854)
El USS Constellation (Constelación en español) es una balandra de guerra (sloop-of-war en inglés), el último buque de guerra de vela diseñado y construido por la Armada de los Estados Unidos. Fue construida en el Astillero Gosport entre 1853 y 1855 y recibió su nombre de la fragata anterior del mismo nombre que se había desmantelado en 1853. El armamento principal de la balandra era cañones de proyectiles de 8 pulgadas (203 mm) y cuatro 32- pounder armas largas, aunque también llevaba otras armas, incluidas dos pistolas de persecución con cañón Parrott. La carrera del Constellation como unidad de primera línea fue relativamente corta; después de entrar en servicio en 1855, sirvió con el Escuadrón del Mediterráneo hasta 1858, y en 1859, fue asignada como el buque insignia del Escuadrón de África, donde sirvió con la Patrulla de Comercio de Esclavos Africanos. Durante la guerra civil estadounidense (1861–1865), el barco regresó al Mediterráneo para patrullar los barcos confederados. A fines de 1864, regresó a los Estados Unidos para ser dado de baja, ya que la mayoría de los alistamientos de sus tripulaciones habían expirado. Pasó el resto de la guerra fuera de servicio.
El Constellation se volvió a poner en servicio en 1871 para su uso como buque escuela, siendo utilizado para prácticas de tiro y cruceros de entrenamiento para guardiamarinas. Ocupó este cargo durante veintidós años, y durante este período, vio una serie de otras actividades, incluido el transporte de exhibiciones para la Exposición Universal de 1878 de París y el transporte de alimentos a Irlanda durante la hambruna irlandesa de 1879. Fue reducida a un casco de entrenamiento estacionario a fines de 1893 y estuvo amarrada en Newport durante los siguientes veinte años. Durante este período, hubo una creencia errónea de que dos Constellation distintos eran este buque, y fue presentada como tal en 1914 durante el centenario de la redacción de "The Star-Spangled Banner", el himno nacional de los Estados Unidos. Brevemente rebautizado como Old Constellation en 1917 para liberar el nombre de un nuevo crucero de batalla de la clase Lexington, volvió a su nombre original cuando el crucero de batalla fue desguazado en 1925. Tras la entrada de los Estados Unidos en la Segunda Guerra Mundial, se desempeñó como buque insignia del puerto del comandante de la Flota del Atlántico.
Las propuestas para restaurar el barco como barco museo ya se habían presentado en la década de 1930, pero el trabajo comenzó en serio después de la Segunda Guerra Mundial. La escasez de fondos impidió su traslado a la ciudad de Baltimore, Maryland, hasta 1955. Operando bajo la creencia errónea de que era el Constellation original, la organización responsable del barco lo modificó para que coincidiera con la apariencia del barco anterior durante una reparación a fines de la década de 1950 y principios de la década de 1960. Durante este período, surgió una controversia sobre la identidad de la embarcación que se prolongó hasta la década de 1990, cuando una nueva investigación demostró definitivamente que el Constellation se lanzó en 1797 y el barco botado en 1854 eran barcos distintos. Se han llevado a cabo reparaciones periódicas desde mediados de la década de 1990 para reparar la madera podrida. Constellation permanece abierto al público como parte de Historic Ships en Baltimore en el Inner Harbor de la ciudad, después de haber sido designado Monumento Histórico Nacional.

## Diseño y construcción
Desde 1816 hasta la década de 1830, la Armada de los Estados Unidos acumuló grandes existencias de madera de roble vivo para su uso en la construcción de nuevos buques de guerra conforme a las disposiciones de la Ley para el Aumento Gradual de la Armada de los Estados Unidos, aprobada en 1816. A principios de la década de 1850, la Armada decidió construir un nuevo barco a vela utilizando estos arsenales existentes, y requería una balandra de guerra que fuera rápida, con una larga duración y suficientemente armada para ser capaz de enfrentarse a otros barcos de guerra de su tipo. Esto produciría un buque de guerra capaz y mantendría los costos bajos, ya que el material utilizado ya estaba disponible y no se requeriría una costosa máquina de vapor. El constructor jefe John Lenthall preparó el diseño, junto con Edward Delano, el constructor del Astillero Gosport. En junio de 1853, Lenthall completó el modelo de la mitad del casco, que era necesario para ampliar el diseño y preparar las vigas del casco necesarias. Durante este período, el homónimo de la nueva embarcación, Constellation, estaba en proceso de ser desguazado a poca distancia en el astillero de Gosport.
A partir de mayo de 1853, comenzó el trabajo de ensamblaje de las vigas, mientras los trabajadores del astillero se preparaban para comenzar la construcción de la nueva balandra de guerra. La quilla del buque se colocó el 25 de junio de 1853, utilizando material de la pila de roble; su codaste se erigió el 27 de agosto y su proa lo siguió un par de semanas después. Fue botado el 26 de agosto de 1854 a las 11:45. Luego comenzaron los trabajos de acondicionamiento, que incluyeron la instalación de sus mástiles, aparejos y armamento.

### Características
Constellation mide 181 pies (55 m) de largo en la línea de flotación y 199 pies (61 m) de largo total. Tiene una manga de 41 pies (12 m) en la línea de flotación y 43 pies (13 m) de ancho en su punto más ancho. Su calado máximo es de 21 pies (6,4 m) con un desplazamiento a plena carga de 1400 toneladas largas (1422 t). La tripulación del barco contaba con 21 oficiales y 265 soldados.
En su configuración original, el Constellation estaba armado con una batería de dieciséis cañones de proyectiles de 8 pulgadas (203 mm) y cuatro cañones de 32 libras montados en su plataforma de armas en la batería principal. En su cubierta de mástil, llevaba un par de cañones de persecución. Se colocó un cañón Parrott de 30 libras en la proa y un cañón Parrott de 20 libras en la popa. También llevaba tres obuses de barco de 12 libras.

## Historial de servicio

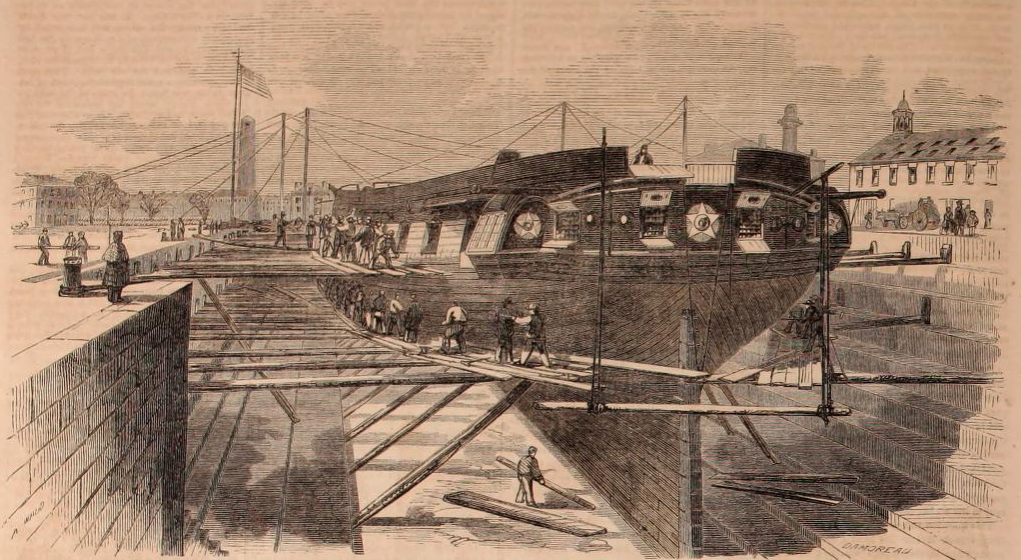
Grabado de Constellation en dique seco, en torno a 1859.

Constellation fue comisionado el 28 de julio de 1855, bajo el mando del Capitán Charles H. Bell. Inmediatamente partió para una gira con el Escuadrón Mediterráneo que duró tres años. Durante este período, se detuvo en Málaga, España en julio de 1856 para proteger a los ciudadanos estadounidenses en el área durante un período de disturbios civiles. Más tarde ese año, acudió en ayuda de una barca en el Mar de Mármara; el barco recibió un agradecimiento oficial del Emperador de Austria. El 17 de abril de 1858, dejó el Escuadrón del Mediterráneo para realizar una breve patrulla en el Mar Caribe para proteger la navegación estadounidense en la región. El 5 de junio regresó a la New York Navy Yard antes de dirigirse a Boston, donde fue dado de baja el 13 de agosto.
En junio de 1859, se volvió a poner en servicio en el Escuadrón de África, donde se desempeñó como buque insignia del escuadrón, bajo el mando del Capitán Thomas Aloysius Dornin. Llegó a la desembocadura del río Congo el 21 de noviembre, donde comenzó a operar como parte de la Patrulla de trata de esclavos africanos. Como parte de sus esfuerzos para terminar con el comercio de esclavos en el Atlántico , la Marina otorgó premios en metálico por cada barco de esclavos capturado, junto con una recompensa de $ 25 por cada esclavo liberado; estos premios se dividieron entre la tripulación, según el rango. El 29 de diciembre capturó el bergantín Delicia que no tenía papeles y estaba habilitado para llevar esclavos en su bodega.. El 26 de septiembre de 1860, Constellation capturó la barca Cora , que tenía a bordo 705 esclavos, que luego fueron liberados en Monrovia, Liberia. La Marina incautó a Cora y la vendió en una subasta.

### Guerra civil estadounidense
Una semana después de la Batalla de Fort Sumter, que inició la guerra civil estadounidense, el presidente Abraham Lincoln declaró el bloqueo de todos los puertos de la Confederación el 19 de abril de 1861. Un mes después, el 21 de mayo, el Constellation capturó otro barco negrero, nuevamente sin esclavos a bordo. En agosto, la Armada retiró al Constellation y llegó a Portsmouth, New Hampshire el 28 de septiembre. Fue enviada al Mediterráneo el 11 de marzo de 1862 para patrullar los asaltantes comerciales confederados que intentaban atacar el transporte marítimo mercante de la Unión, ya que sus velas proporcionaban una resistencia mucho mayor que los buques de guerra a vapor de la época. Comandado por el capitán Henry Thatcher, Constellation llegó al Mediterráneo el 19 de abril. En el transcurso de los dos años siguientes, patrulló el Mediterráneo, pero vio poca acción aparte del bloqueo del corredor de bloqueo y asaltante comercial CSS Sumter que estaba detenido en Gibraltar y necesitaba reparaciones y reabastecimiento de combustible. También impidió que la Armada de los Estados Confederados tomara posesión del SS Southerner en Italia.
En mayo de 1864, Constellation partió del Mediterráneo, con destino a las Indias Occidentale ; Thatcher razonó que, dado que se sabía que su barco estaba patrullando el Mediterráneo y no había otros barcos de guerra similares en la Marina, podría sorprender a los cruceros confederados y a los corredores de bloqueo. El almirante David Farragut llamó a Constellation el 27 de noviembre; mientras estaba en el camino, persiguió a un corredor de bloqueo pero no pudo atraparla. Llegó a Fort Monroe, Virginia, el 25 de diciembre, y la mayor parte de su tripulación, cuyos alistamientos habían terminado, fue despedida. Sin tripulación para tripular el barco, Constellation pasó el resto de la guerra como barco receptor con base en Norfolk; continuó en este papel hasta 1869.

### Posguerra

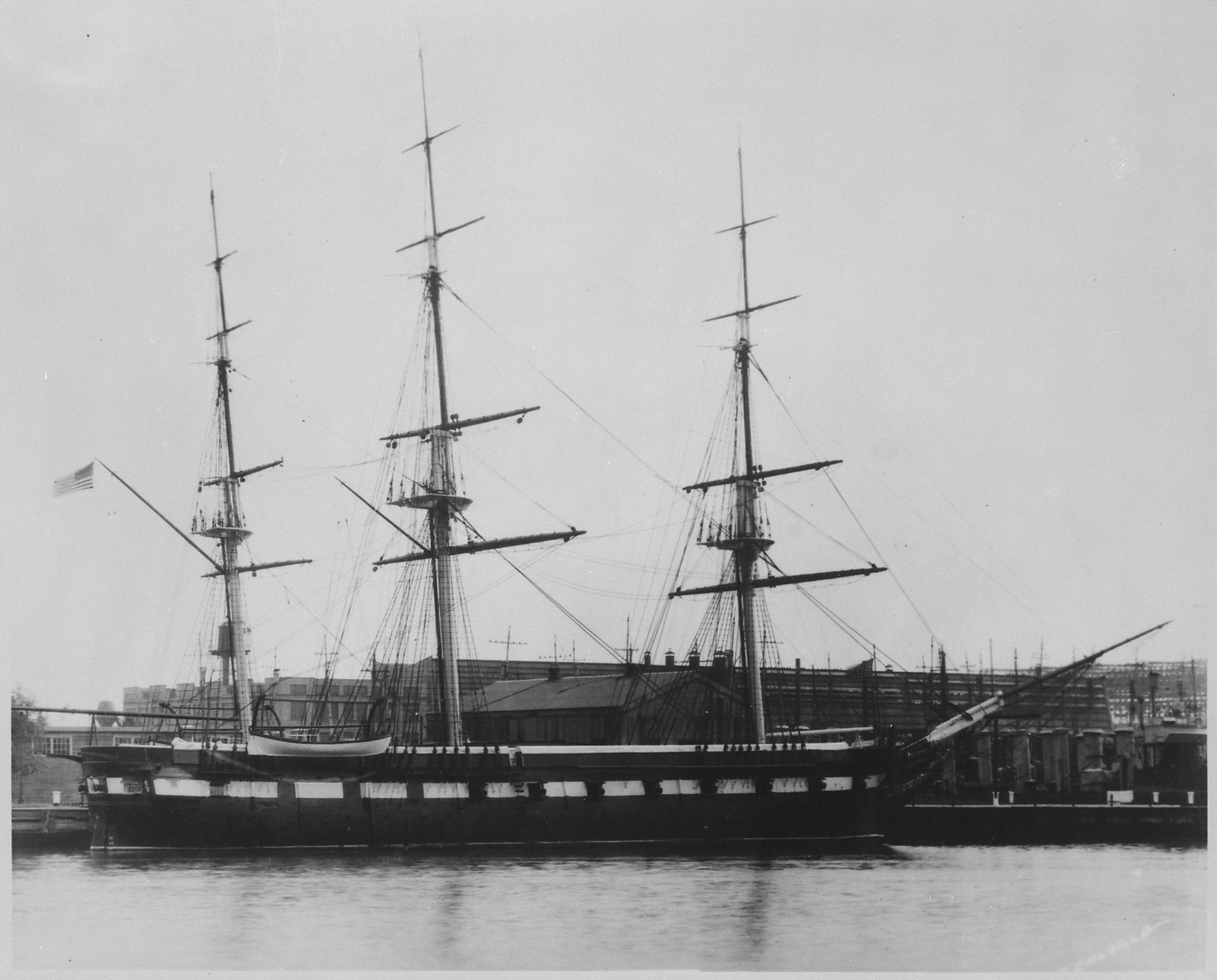
Constellation en 1926.

El 25 de mayo de 1871, se volvió a poner en servicio el Constellation para cruceros de entrenamiento de guardiamarinas; este fue un deber que realizó durante los siguientes 22 años. En 1871-1872, fue rearmada con ocho cañones Dahlgren de 9 pulgadas (230 mm) , más un rifle Parrott de 100 libras y un cañón Dahlgren de 11 pulgadas (280 mm), que también permitiría su uso como un barco escuela artillado.  De marzo a julio de 1878, Constellation se utilizó para transferir exhibiciones a Francia para la Exposición Universal de 1878 en París. El 10 de noviembre de 1879, fue enviado a Gibraltar con un cargamento de provisiones y una tripulación de reemplazo para el buque insignia del Escuadrón Mediterráneo.
Estaba alrededor de las Azores el 24 de noviembre, durante una tormenta de una semana, cuando vio un barco en peligro. El buque era la barca SV Olivo de bandera austrohúngara en estado de hundimiento. El barco de Constellation rescató a su tripulación y el barco fue hundido por las llamas ya que el barco era un peligro para la navegación en su condición de anegado. El Alférez a cargo del barco recibió la Medalla de Oro de Salvamento de Vida del Servicio de Salvamento de Vida de los Estados Unidos y medallas de la Sociedad Protectora de Animales de Massachusetts y la Asociación Benevolente de Salvamento de Vida de Nueva York. Después de regresar a Nueva York, fue modificada para transportar un gran cargamento de alimentos y otros suministros a Irlanda para el esfuerzo de socorro de la hambruna irlandesa de 1879. Para acomodar la mayor cantidad de comida posible, se quitaron algunos de los cañones del barco, junto con parte de su lastre. Pudo transportar más de 2.500 barriles de harina y papas. Salió de los Estados Unidos en marzo de 1880 y llegó a Queenstown (ahora Cobh ), Irlanda el 20 de abril, donde envió la comida a tierra, tomó lastre y regresó a los Estados Unidos, llegando en junio.
En septiembre de 1892, Constellation volvió a encargarse de otra tarea inusual, ayudar a ensamblar obras de arte en Gibraltar para la Exposición Colombina Mundial. Durante el crucero, hizo paradas en Nápoles, Italia y Le Havre, Francia antes de regresar a Nueva York en febrero de 1893. Otro crucero de entrenamiento a Gibraltar siguió el 3 de junio y finalizó el 29 de agosto. Luego fue trasladada a Annapolis, donde fue dada de baja el 2 de septiembre antes de ser remolcada a Norfolk para su reparación. Allí, se convirtió en un buque escuela estacionario. La trasladaron a Newport el 22 de mayo de 1894, donde permaneció en gran parte en el puerto durante los siguientes veinte años, además de viajes periódicos de mantenimiento. Esto incluyó una reparación extensa en el Navy Yard de Nueva York en junio de 1904.
En 1914, Constellation participó en la celebración del centenario de la escritura de "The Star-Spangled Banner", el himno nacional de los Estados Unidos. El entonces secretario interino de la Marina, Franklin D. Roosevelt, ordenó a la Marina que restaurara el Constellation a su apariencia en 1814 (ya que en ese momento, la Marina creía que este barco había sido botado en 1797; consulte la sección de controversia de identidad a continuación) pero se limitó el trabajo a detalles generales para reducir costos. Como resultado, se eliminó la plataforma de su puente, que se había instalado en la década de 1880, junto con una caseta de cubierta que había sido erigido en la década de 1890. Luego fue remolcada a Baltimore, donde estuvo en exhibición del 7 de septiembre al 29 de octubre, cuando fue remolcada a Washington D. C.. Permaneció expuesta allí del 31 de octubre al 4 de diciembre. Las reparaciones en Norfolk siguieron más tarde ese mes y reanudó sus tareas de entrenamiento el 19 de mayo de 1915.

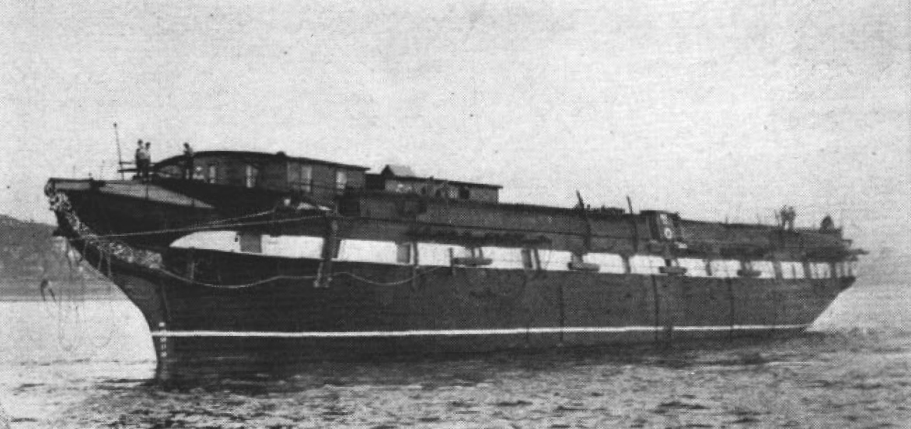
Constellation en 1947.

Constellation pasó a llamarse Old Constellation el 1 de diciembre de 1917, ya que el nombre se usaría para un nuevo crucero de batalla de clase Lexington que se había pedido. En 1920, la Marina dejó de entrenar a los marineros en el manejo de velas y aparejos, lo que redujo significativamente la actividad de Old Constellation. El 24 de julio de 1925, el barco volvió a su nombre original cuando el crucero de batalla fue desguazado bajo los términos del Tratado Naval de Washington. El Constellation fue remolcado a Filadelfia el 15 de mayo de 1926 y amarrado junto al crucero protegido Olympia, que había sido el buque insignia del almirante George Dewey en la batalla de la Bahía de Manila durante la guerra hispanoamericana en 1898. Allí, el 4 de julio de 1926, participó en las ceremonias del 150 aniversario de la firma de la Declaración de Independencia. Después de la celebración, fue atracada en dique seco en Filadelfia para mantenimiento y luego fue remolcada de regreso a Newport en noviembre.
El Departamento de Marina ordenó que el Constellation fuera dado de baja para su conservación el 16 de junio de 1933. La Marina realizó estudios del barco y preparó estimaciones de costos para el trabajo necesario para restaurarlo, pero no se hizo ningún trabajo. Con el estallido de la Segunda Guerra Mundial en Europa en 1939, el Constellation se volvió a poner en servicio el 24 de agosto de 1940 y se le asignó el número de casco IX-20 el 8 de enero de 1941 como parte de la preparación de los Estados Unidos antes de la guerra. Se convirtió en el buque insignia de reserva del almirante Ernest J. King, comandante en jefe de la Flota del Atlántico , hasta que se convirtió en Jefe de Operaciones Navales a principios de 1942. King fue reemplazado por el vicealmirante Royal E. Ingersoll, que estuvo a bordo del Constellation del 19 de enero al 20 de julio, cuando se transfirió a la cañonera Vixen. Ingersoll regresó a Constellation de 1943 a 1944. Después de la guerra en octubre de 1946, la Marina comenzó a trabajar en planes para convertir el barco en un monumento en Boston, pero carecía de los fondos para realizar el trabajo necesario. Finalmente, fue dada de baja el 4 de febrero de 1955 y remolcada a Baltimore, donde una organización privada sin fines de lucro la llevó a dique seco para su restauración. Llegó allí el 9 de agosto y fue eliminada del registro naval el 15 de agosto.

## Restauración y nave museo

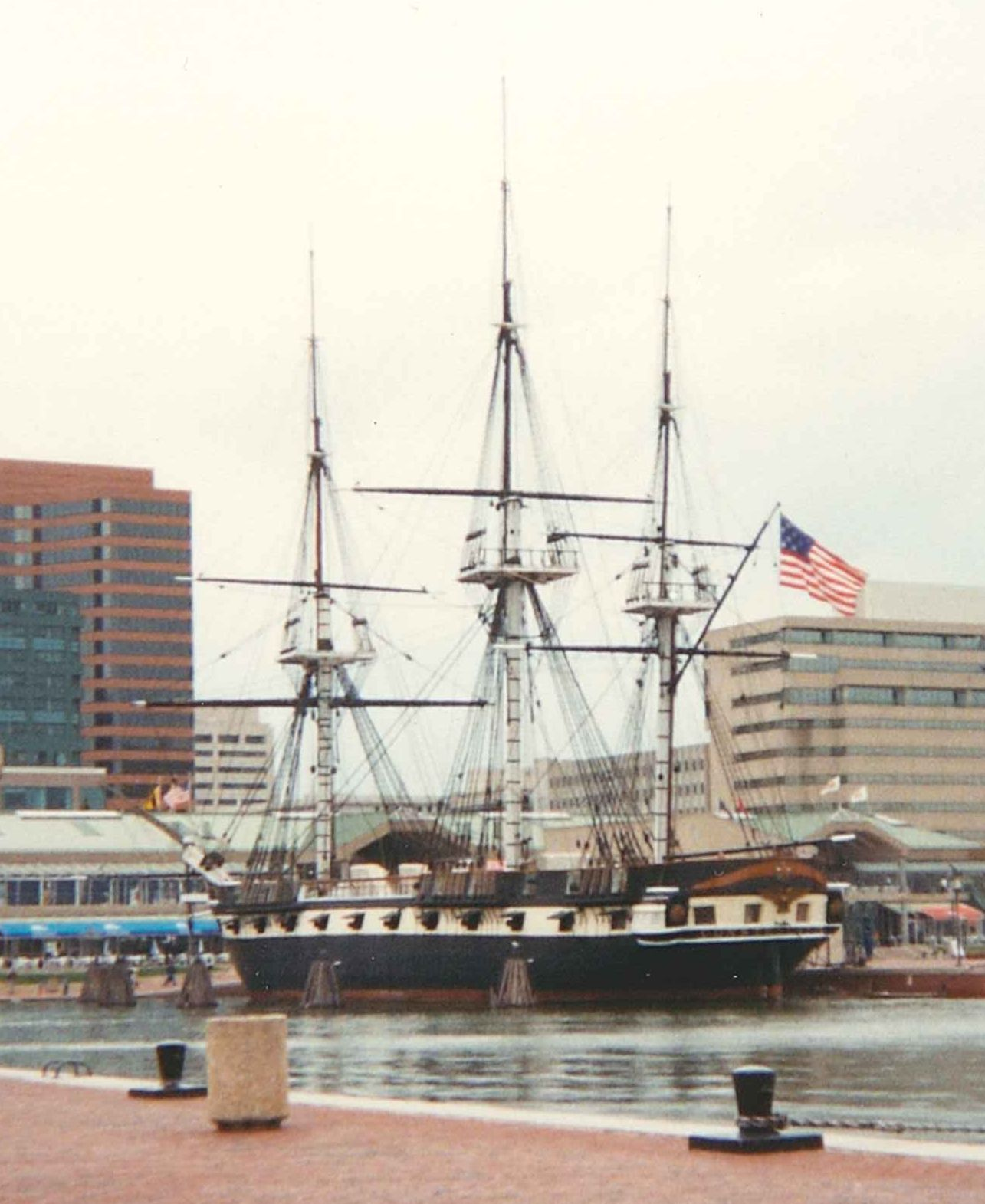
Constellation en 1994, que muestra su configuración antes de la renovación de finales de la década de 1990.

Durante la reconstrucción inicial para preparar el barco para su uso como museo, y bajo la impresión errónea de que la fragata de 1797 y la balandra de 1854 eran el mismo barco, los trabajadores reconfiguraron el Constellation para parecerse al barco de 1797. Durante este período, fue designada Monumento Histórico Nacional el 23 de mayo de 1963 y fue incluida en el Registro Nacional de Lugares Históricos el 15 de octubre de 1966. En 1968, fue trasladada al puerto interior de Baltimore , amarrado en Constellation Dock.
En la década de 1990, Constellation estaba en malas condiciones debido a la falta de mantenimiento durante muchos años. Los problemas incluyeron podredumbre seca, integridad estructural comprometida y un significativo arrufo de 36 pulgadas (91 cm) en su quilla. Fue remolcada a un dique seco en Locust Point, cerca de Fort McHenry, en 1996, y en 1999 se llevó a cabo y completó un proyecto de reconstrucción y restauración de $7,3 millones. Aproximadamente la mitad de su madera original pero muy podrida fue reemplazada. La restauración fue financiada en partes iguales por donaciones privadas, la ciudad de Baltimore y el estado de Maryland.
En 2004, el Servicio Postal de los Estados Unidos emitió un sello postal conmemorativo del barco en el 150 aniversario de su botadura; su diseño se basó en la embarcación que se muestra en 1893.
El 26 de octubre de 2004, Constellation hizo su primer viaje desde el puerto interior de Baltimore desde 1955 y el primero a Annapolis desde 1893. El viaje a la Academia Naval de los Estados Unidos en Annapolis duró unas ocho horas y su visita duró seis días. Mientras estuvo allí, estuvo disponible para visitas públicas del 27 al 31 de octubre. El buque fue remolcado hacia y desde Annapolis, ya que su aparejo y lastre no estaban en condiciones de permitirle navegar por su cuenta.
En 2011, se descubrió una podredumbre significativa en el casco del barco durante el mantenimiento de rutina; muchas de las vigas afectadas se instalaron durante la remodelación en la década de 1990. Después de recaudar fondos para cubrir el costo de la reconstrucción, el barco fue atracado en dique seco en el astillero de la Guardia Costera de los Estados Unidos, justo al sur de Baltimore, en octubre de 2014. El proyecto costó alrededor de $ 2 millones y se completó en febrero de 2015 Más Se necesitaron reparaciones a mediados de 2016 después de que se descubriera que algunas tablas del casco se habían podrido.
El barco ahora es parte de Historic Ships en Baltimore, que también opera el guardacostas WHEC-37, el submarino USS Torsk de la Segunda Guerra Mundial, el buque faro Chesapeake y el Seven Foot Knoll Light. Constellation y sus acompañantes son elementos importantes que contribuyen en el Área del Patrimonio Nacional de Baltimore. Es el último buque de guerra intacto existente de la guerra civil estadounidense, y fue el último buque de guerra únicamente impulsado por viento construido por la Marina de los EE. UU.

## Controversia sobre su identidad

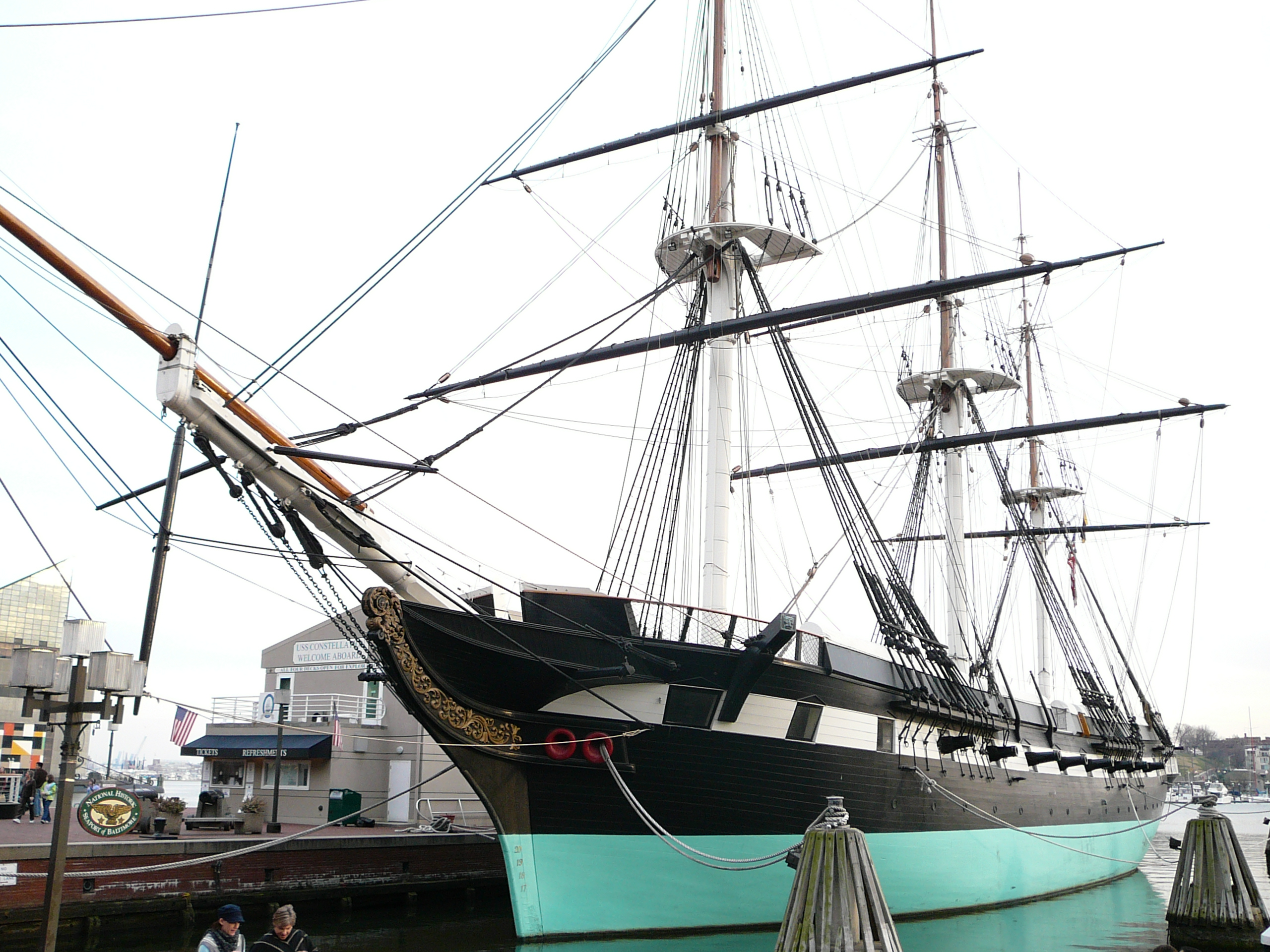
Constellation en 2012.

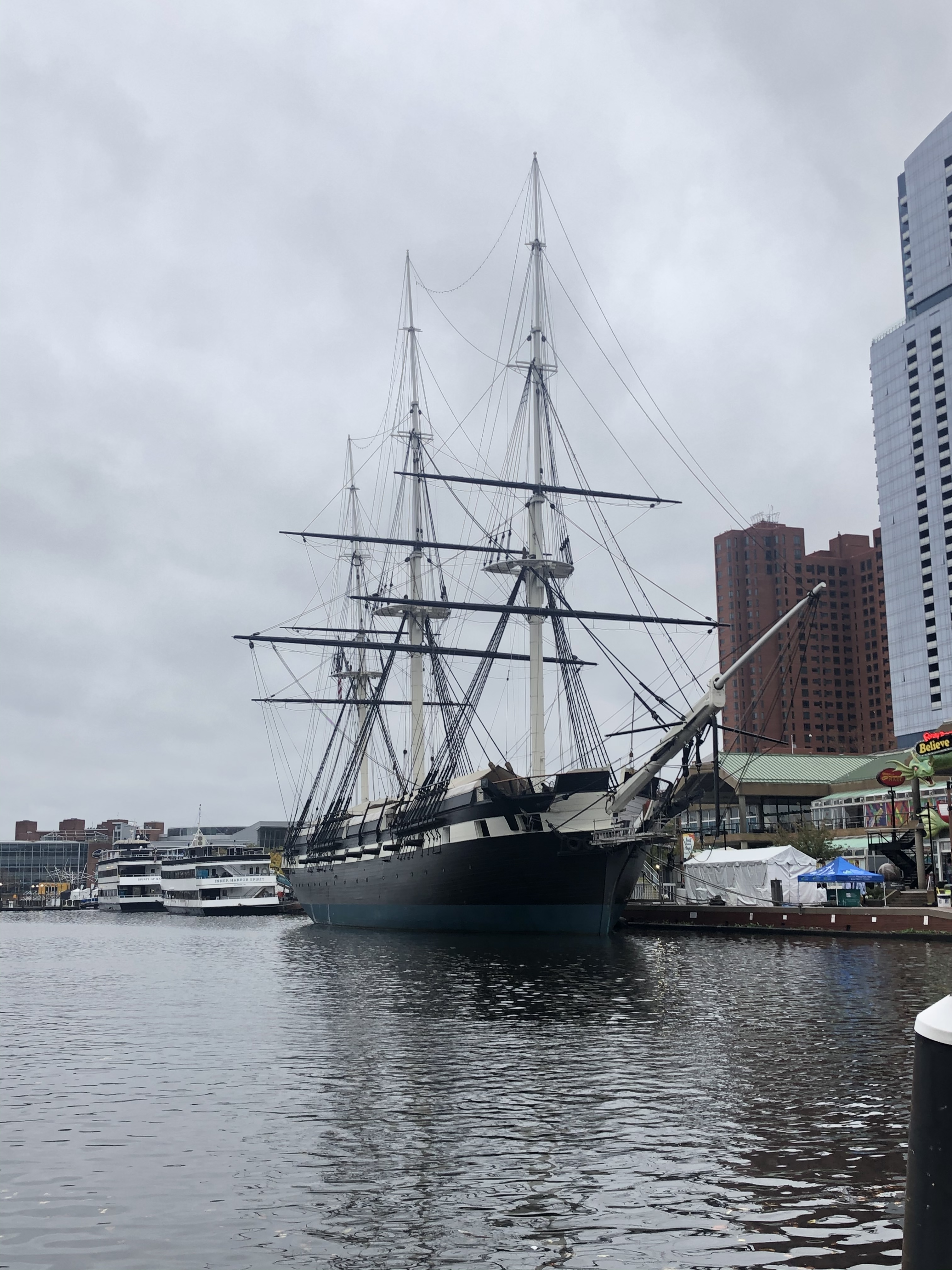
Constellation en el puerto interior de Baltimore en 2019.

La ciudad de Baltimore y la organización que mantenía a Constellation promocionaron el barco como si fuera la fragata de 1797 e incluso reconstruyeron secciones del barco para parecerse al barco anterior. Además, se basaron en el hecho de que algunos de los fondos utilizados para construir la balandra se asignaron originalmente para reconstruir la fragata, la afirmación incorrecta de que la quilla y las quillas de la fragata desguazada se utilizaron en la construcción de la balandra y que en el momento de su donación a la ciudad, la Marina insistió en que la embarcación era la fragata original botada en 1797. También se basó en una serie de documentos falsificados que se habían creado en la década de 1960 para respaldar su posición. El historiador aficionado Geoffrey M. Footnercontinuó apoyando la afirmación de que el barco fue reconstruido en 1854 pero remonta su linaje a 1797.
Poco después de la Segunda Guerra Mundial, surgió una controversia sobre si la balandra de 1854 era un barco nuevo o una versión reconstruida de la fragata de 1797. El arquitecto naval Howard I. Chapelle fue una de las primeras personas en plantear el problema. En su libro The History of the American Sailing Navy , publicado en 1949, señaló las diferencias en las dimensiones del casco del Constellation de 1797 y el Constellation de 1854 como evidencia de que eran dos barcos diferentes. También afirmó que, 

"Desafortunadamente, algunas de las listas semioficiales de barcos navales estadounidenses han incluido [el Constellation original] como si, de hecho, hubiera sido preservada y alterada. Esto ha llevado a muchos a creer que la balandra de guerra, que aún existe, es el barco más antiguo de la Armada y ha tenido una identidad continua desde 1797... la única razón por la que se mantuvo su registro, por medio de una ficción administrativa, era permitir que el trabajo se hiciera sin la necesidad de solicitar autorización y fondos al Congreso para construir un barco completamente nuevo".

Stephen Bockmiller y Lawrence Bopp están de acuerdo con Chapelle, escribiendo en USS Constellation: An Illustrated History, que "trabajando bajo el subterfugio de 'reparaciones', la Armada en realidad comenzó a construir un nuevo barco a unas 900 yardas de donde estaba el Constellation originalestaba siendo desmantelado. Así, sin saberlo, sería la propia Armada la que originaría las discusiones sobre la autenticidad del Constellation. Para complicar aún más el argumento, en la construcción de la nueva embarcación se usaron algunas vigas recuperables del barco original, particularmente las rodillas del barco".
En la escritura de custodia de la Marina de los Estados Unidos otorgada a la ciudad de Baltimore en 1954 para reparar y exhibir Constellation, el contraalmirante John R. Hefferman aseguró a Baltimore su procedencia ininterrumpida, afirmando que "en ninguna parte de estos registros, sin embargo, hay alguna indicación de que el Constellation original , botado en 1797, de hecho fue desguazado, varado, desguazado o eliminado de otro modo, y no existe ninguna declaración que autorice o sancione la eliminación del barco por ningún medio". En el USS Constellation on the Dismal Coast, publicado en 2013, C. Herbert Gilliland escribió: "Durante gran parte del siglo XX, se creía que este barco era la fragata Constellation de 1797. De hecho, sin embargo, cuando la fragata de 1797 estaba siendo desmantelada en Gosport Navy Yard cerca de Norfolk, Virginia, el trabajo estaba comenzando en la balandra de 1854, probablemente reutilizando parte de la madera del viejo barco para construir este nuevo. La identificación errónea se mantuvo mediante un engaño deliberado, aparentemente para aumentar la probabilidad de que el barco se conservara como una reliquia histórica. Sin embargo, los registros navales y la evidencia del casco del barco existente dejan en claro que el barco que flota hoy data de 1854".
En septiembre de 1991, los investigadores Dana M. Wegner y Colan Ratliff del Centro de Investigación David Taylor y Kevin Lynaugh, de la División Carderock del Centro Naval de Guerra de Superficie, publicaron un informe exhaustivo sobre la cuestión. Su investigación señaló varias piezas clave de evidencia histórica de que los dos barcos no eran el mismo barco. Esto incluía el hecho de que las vigas desmanteladas del Constellation de 1797 fueron subastadas después de que terminó el proceso de desguace de barcos en septiembre de 1853, el hecho de que la colocación de la quilla del barco de 1854 se había realizado en junio de 1853, antes de que el barco de 1797 se hubiera desmantelado por completo, y los registros de construcción que contabilizaban meticulosamente cada pieza de la madera que se utilizó para construir el nuevo barco; de hecho, solo se reutilizaron 204 codos de roble, pero estos provenían de existencias existentes, no del barco original y afirmaron que "no había evidencia de que ningún material fuera transferido directamente del barco viejo al nuevo". En marzo de 1989, se encontraron con el modelo de medio casco del constructor Constellation en el Museo de la Academia Naval de EE. UU. Esto fue importante porque los modelos de medio casco solo se construyen para nuevos diseños, no para reconstrucciones, y el uso de modelos de medio casco no se introdujo hasta después de 1797. Los autores concluyen que esta es una prueba definitiva de que el barco botado en 1854 era nuevo ya que era "imposible reducir con precisión la forma de un barco existente al formato del modelo", y que "Lenthall no habría empleado un nuevo medio modelo a menos que estuviera forjando un diseño completamente nuevo".

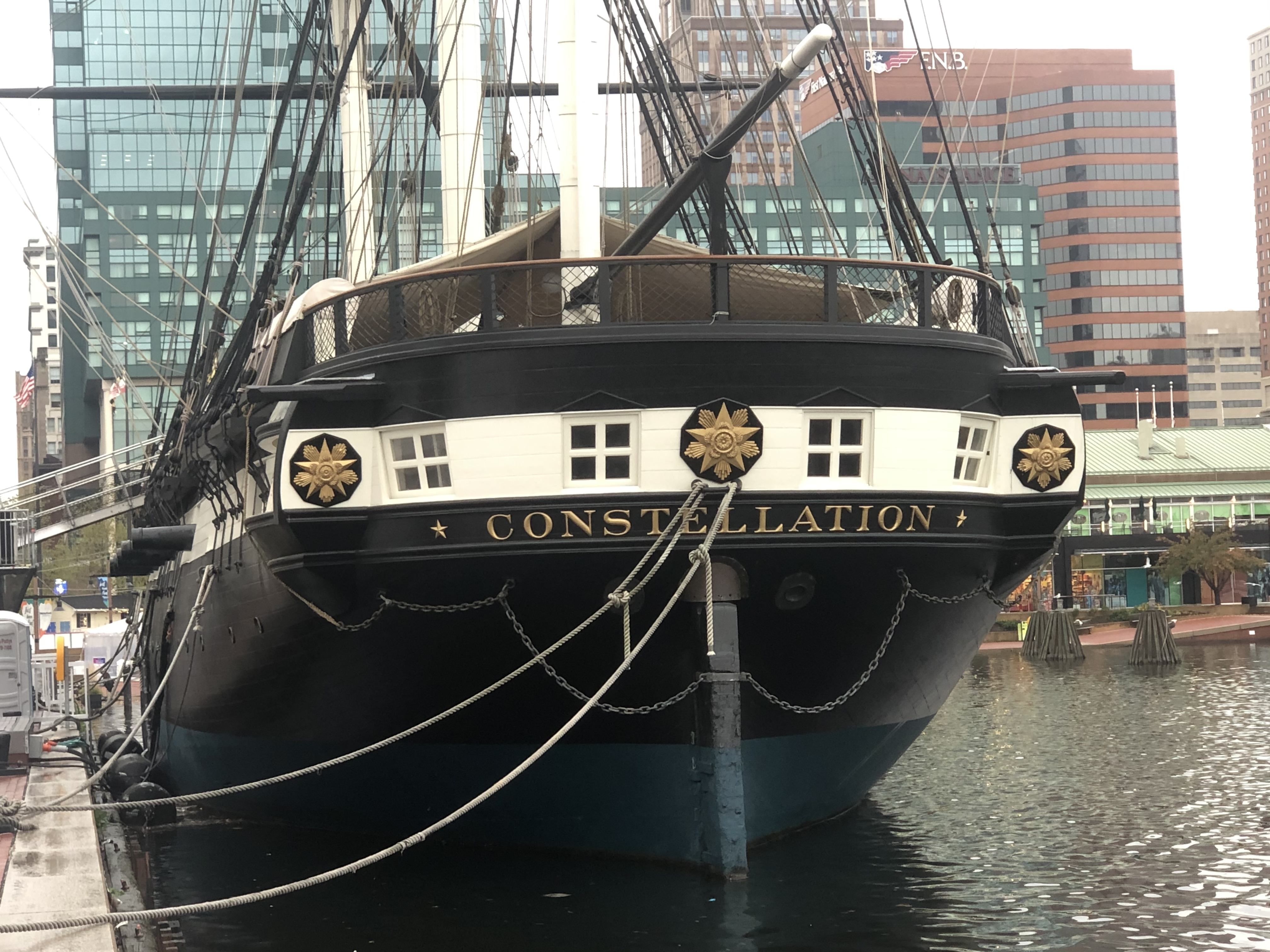
Constellation en 2019.

Además de evaluar el medio modelo, los investigadores también revisaron toda la evidencia utilizada en el debate hasta la fecha. Con la ayuda de los investigadores forenses del FBI y BATF, concluyeron que entre 25 y 30 documentos que respaldaban la reconstrucción del barco eran falsificaciones. En 1991, publicaron sus hallazgos y concluyeron que el Constellation actual y la fragata original son dos barcos diferentes. Sin embargo, los autores no estuvieron de acuerdo con Chapelle sobre la naturaleza de la construcción del nuevo barco; señalaron que la Ley de Incremento Gradual autorizaba a la Armada a construir nuevos barcos con el roble adquirido bajo sus disposiciones, por lo que no había necesidad de subvertir la autoridad del Congreso en la materia. Lynaugh resumió el informe en un artículo separado publicado en 1993, Discusión de los orígenes de la fragata y la balandra Constellation, y concluyó que "aunque no se construyó en Baltimore en 1797, el barco actual fue el último buque de guerra diseñado y construido solo a vela". por la Marina de los EE. UU. Como tal, es un artefacto raro de primera importancia y realmente merece ser preservado y exhibido para el público estadounidense".
De hecho, el Dictionary of American Naval Fighting Ships (DANFS), la obra de referencia oficial para las embarcaciones de la Marina de los EE. UU., ha ejemplificado y evolucionado con esta controversia de identidad. En su edición de 1969, declaró que el Constellation original fue "Guardado de forma ordinaria en Norfolk desde 1845 hasta 1853, se encontró que necesitaba una gran reparación. Por lo tanto, en 1854 fue llevado al patio y, de acuerdo con las necesidades de la época, modificada en una balandra de guerra de 22 cañones". En su edición de 2004, se modificó para indicar que el Constellation original se disolvió en Norfolk en 1853.
Por su parte, Historic Ships in Baltimore, la organización que opera el museo del que forma parte Constellation, no presenta el barco como si fuera el barco original. En cambio, reconocen que el primer barco se desguazó en 1853 y presentan las cuentas proporcionadas por ediciones más recientes de DANFS. Su organización predecesora, la USF Constellation Foundation, había mantenido la política opuesta hasta que su junta renunció en 1994 y fue reemplazada por defensores de la escuela de pensamiento de los nuevos barcos.